# Reguly Antal
Reguly Antal (/'ɾɛguli/) (Zirc, 1819. július 11. – Buda, 1858. augusztus 23.) nyelvész, néprajzkutató, térképész, a magyarországi finnugrisztika egyik legelső, kiemelkedő képviselője, a Magyar Tudományos Akadémia levelező tagja. A finnugor népek körében gyűjtött nyelvészeti, néprajzi és folklóradatokat. Elkészítette az Észak-Urál néprajzi-földrajzi térképét. Magyarországon a palócok között végzett néprajzi, embertani kutatásokat. Itthon elsők között használta a fényképezés technikáját a néprajzi terepmunkában.

## Életpályája

### Gyermekkora, tanulmányai
Római katolikus családban született. Apja, Reguli István (1782–1857) jogász, a zirci ciszterci apátság ügyvédje, Pápáról származott, jómódú iparoscsaládból. Anyja Ettl Alojzia (1785–1870), anyai nagyszülei a veszprémi Fekete Sas gyógyszertár tulajdonosai, Ettl Stanislaus gyógyszerész és Moysichours Friderika voltak. A zirci ciszterci apátsághoz szoros szálak fűzték Regulyt, nemcsak azért, mert édesapja magas rangú tisztviselő volt a rend szolgálatában, hanem mivel keresztapja Dréta Antal apát volt, és az apáti székben őt követő Villax Ferdinád, aki szintén Pápáról származott, és édesanyja Reguly-lány volt, egész életében támogatta Reguly tanulmányait, utazásait, kutatásait.
Reguly Antal iskoláit Zircen kezdte, majd a ciszterci rend székesfehérvári gimnáziumában tanult. A hatodik osztályt Nagyszombatban végezte. Ezután 1834–1836 között Győrben bölcsészettudományt, 1836–1839 között a pesti egyetemen  jogot tanult. Tanárai közül pályájára legnagyobb hatással Maár Bonifác pannonhalmi bencés szerzetes, a győri akadémia történelemtanára volt.
Egyetemi évei alatt bontakozott ki az utazás iránt vágya: édesapja és Villax Ferdinád támogatásával 1837 nyarán egy hónapot Bécsben és környékén töltött, a következő nyári szünetben több felvidéki bányavárost keresett fel. Miután 1839-ben Pesten befejezte tanulmányait, haza sem látogatott, hanem júliusban ismét útnak indult.

### Nyugat-európai utazása
A 20 éves Reguly Antal, friss jogi diplomával a kezében, szülei és pártfogója, Villax Ferdinánd zirci apát jóvoltából nyugat-európai utazásra indulhatott. Útlevele négy hónapra szólt. Utólag nehéz megállapítani, hogy pontosan mi volt a célja az utazásnak: világlátás, továbbtanulási lehetőség keresése vagy más, az mindenesetre biztos, hogy ez az út gyakorlatilag Reguly „életútjává” vált. Munkássága azzal a nyolc éves utazással írható le, amivé ez a nyári kirándulás alakult. Cseh- és németországi kalandjairól még részletes beszámolót küldött haza Hamburgból, ám ugyanekkor – bocsánatkérő hangnemben – közölte, hogy északra vágyik, ezért Svédországba utazik. Stockholmból pedig már Finnország és Szentpétervár meglátogatását tervezte (és kért ehhez további anyagi támogatást). A Svéd Királyi Könyvtárban találkozott a finn nemzeti mozgalom egyik vezéralakjával, Adolf Ivar Arwidssonnal. Az emigrációban élő tudós keltette fel Reguly nyelvészeti érdeklődését, ő hívta fel figyelmét a magyar és a finn nyelv feltételezett rokonságára. A reformkori ifjú lelkesen vetette bele magát a tanulásba, a magyar nyelv rokonságának feltárásába, melyben az anyanyelv fejlesztésére is új lehetőségeket remélt.

### Finnországban
Finnországba utazott hát, hogy a megtanulja a finn nyelvet, megismerje a finn kultúrát. 1839. november 8-án lépett finn földre, és 1841. május 24-én hagyta el azt. A nemzeti romantika eszméi Finnországban is az anyanyelv és a népköltészet felé fordították az érdeklődést. Ennek legismertebb, emblematikus eredménye a Kalevala első változatának megjelenése volt 1835-ben. Az Elias Lönnrot által gyűjtött folklóralkotások, melyeket ő maga szerkesztett egy művé, a mai napig meghatározó elemét jelentik a finn kultúrának. Reguly Antal is a hatása alá került: az első magyar fordításrészleteket neki köszönhetjük. Ugyancsak ez inspirálhatta folklórgyűjtésre is. A telet Helsinkiben töltötte, ahol nemcsak a svéd és a finn nyelvet tanulta, hanem a nyelvhasonlítás korai műveit: Sajnovics János és Gyarmathi Sámuel munkáit is tanulmányozni kezdte. 1840 tavaszán az ország belső részébe utazott, hiszen a tengerparti területeken elsősorban a svéd nyelv dominált, a beszélt finn nyelv tanulásával a falvakban tudott haladni. Laukaa település Leppävesi részén, a Juntunen család birtokán töltött egy hónapot, majd átköltözött barátjához, Wolmar Schildt-Kilpinen orvoshoz, annak Ahlbacka nevű birtokára. Ebben az időszakban kezdte papírra vetni addigi és új tapasztalatait Finnlandi Uti Jegyzetek című füzeteiben. Finn barátai, támogatói megelőzött bizalommal a Finn Irodalmi Társaság tagjává választották.
A hóolvadás után észak felé indult, gyakorlatilag körbeutazva Finnországot. A nyári napforduló már Lappföldön érte. Regulyt minden érdekelte, így Lars Levi Laestadius evangélikus lelkésznél, aki a kor ismert botanikusa is volt, a nyelvtanulmányokon túl a biológiai, régészeti, néprajzi adatokat is szorgosan feljegyezte. Az őszt és a telet elsősorban számi nyelvtanulmányokkal és nyelvhasonlítással töltötte Vaasa városában.
Ha Reguly Antal másfél éves finnországi tartózkodása után hazatért volna, akkor is rengeteget tett volna a magyar nyelv rokonságának kutatása ügyében. A teljes életmű tükrében azonban ezt az időszakot inkább a felkészülés, az útkeresés jellemzi, ami nemcsak tudományos felkészülést, hanem lelki-szellemi érést is jelentett. Vaasából írott leveleiből jól érzékelhető vívódása: térjen-e haza, ahogy szülei és a zirci apát elvárja, és a jól előkészített jogászi életpályára lépve építse karrierét, vagy az újonnan felfedezett tudósi létformát válassza, annak szellemi kihívásaival, de az anyagi bizonytalansággal. A pénzhiányt alaposan megismerte már ekkor, de lelkesedése a tudományért győzött: döntött, hogy a tudományos kutatásnak szenteli életét. Sajnovics János és Gyarmathi Sámuel munkáit az újabb szakirodalom és saját tapasztalatai miatt egyre kritikusabban forgatta, svéd és finn nyelvtudása egyre javult, elmélyült a számi nyelv tanulmányozásában is. Haza írt leveleiből több megjelent magyar nyelven korabeli lapokban. A finnugor nyelvrokonságról szerzett ismeretei arra ösztönözték, hogy tanulmányait Szentpéterváron folytassa, és a magyar nyelv rokonságát minél keletebbre keresse, Oroszország belseje felé. Erre a Magyar Tudományos Akadémia is bátorította, hiszen ígéretet kapott kutatásának anyagi támogatására. Észtországon keresztül utazott Helsinkiből Szentpétervár felé. Útközben a vótok között folklórgyűjtést végzett.

### Oroszországi kutatóútja

#### Szentpéterváron
Reguly jó ajánlólevelekkel és hatalmas tudásvággyal érkezett Szentpétervárra. A tudományos élet jeles képviselői segítették felkészülését. Legfőbb pártfogója az észtországi születésű, balti német polihisztor Karl von Baer (oroszul Karl Makszimovics Ber) volt, aki egész oroszországi tartózkodása alatt támogatta. Szoros kapcsolatba került Balugyánszky Mihály udvari tanácsossal. A magas rangú, magyar származású jogász és családja biztos menedéket nyújtott Regulynak nemcsak a mindennapokban, hanem a nehézségek (pl. betegség) idején is.  Két, tanulással – anyagi gondok között – töltött év alatt Reguly áttanulmányozott mindent, amit fontosnak tartott a magyarság és a magyar nyelv eredete kérdésében: történeti, régészeti, nyelvészeti könyveket olvasott, térképeket tanulmányozott. Antropológiai és néprajzi előtanulmányokat folytatott, megtanult oroszul, tanulmányozta a csuvas és a keleti finnugor nyelveket. Meggyőződésévé vált, hogy ha valahol érdemes keresni a magyar nyelv rokonságát, az csak a finnugor nyelvek körében lehet, a többi nyelvcsaláddal a magyar nyelv nem eredete szerint rokon, a meglévő hasonlóságok másban gyökereznek. Legnagyobb reményt a legkeletibb finnugor népek: a hantik és a manysik felkereséséhez fűzött.
Reguly egyre komolyabb terveiről a Magyar Tudományos Akadémia is értesült, és a kutató támogatását terveinek részletezéséhez kötötte. 1842.  május 2-án érkezett meg Toldy Ferenchez Reguly „Jelentése”, melyben tudományos terveiről számolt be. Az írás osztatlan sikert aratott az akadémia berkein belül, így az MTA Reguly anyagi támogatása mellett döntött. A valós anyagi támogatás azonban sokáig váratott magára; Reguly már a manysik között kutatott, mikor Magyarországról jelentősebb mennyiségű pénzt kapott.
1843 őszén ugyanis Reguly Karl von Baer személyes kölcsönéből elindult, hogy rövid kutatást végezzen a manysik között, és tudományos munkájával érjen el további anyagi támogatást. 1843. október 9-én indult el Szentpétervárról, október 27-én érkezett Kazanyba, a Volga-vidék központjába. Megismerkedett a helyi tudósokkal, nyelvészeti és néprajzi írásokat szerzett be. Találkozott a helyi papi szeminárium diákjaival, oktatóival is, és előkészületeket tett arra, hogy a visszaúton hatékony kutatásokat végezzen. November 8-án továbbutazott Permbe, ahol többek között térképeket és településlistákat szerzett be. Útja során benyomásokat szerzett  az udmurtokról (votjákok) és a baskírokról.  

#### Az Urál-vidéken
1843. december 4-én átkelt az Urál hegységen, és Vszevolodo-Blagodatszkoje településen kezdte meg életműve legkomplexebb kutatási szakaszát, a manysi, majd a hanti nyelv, folklór, hitvilág, néprajz, embertan tanulmányozását, valamint az Urál feltérképezését. Alapos előtanulmányai és kiváló nyelvérzéke révén hamar elsajátította a manysi nyelvet. Szótári és grammatikai jegyzetei után, amint társalogni is képes volt manysiul, az élet minden területére kiterjedő információkat gyűjtött. Első nyelvmestere két idős manysi férfi volt: Pjotr Petrovics Jurkin és Vaszilij Mikitics Bahtyijarov – Reguly Jurkina és Bahtyijár néven említi őket. Manysi kutatásai alatt Bahtyijár végig kísérője maradt. A Lozva-menti manysik nyelvének, folklórjának tanulmányozása után nagyobb létszámú csoportokat kívánt felkeresni.
1844. március 17-én Tobolszkba érkezett, majd a Konda folyón át a Pelim folyó vidékére utazott. Pelim településen és környékén újabb gyűjtéseket végzett. Július 24-én indult tovább az északi manysikhoz a Szoszva, majd a Szigva folyó völgyébe. Onnan rénszarvasszánon az Urál hegységbe utazott, ahol a térképezéshez nélkülözhetetlen adatokat szerzett. Szeptember közepén ereszkedett le ismét a hegyekből a Szinja folyó völgyébe, ahol manysi tanulmányait lezárva hanti kutatásokba kezdett. Az északi sarkkörön fekvő, Ob parti Obdorszkba (ma: Szalehard) utazott, majd a folyó befagyása után az Urál legészakibb területeire indult. Rénszarvaspásztorokkal költözve átkelt az Urálon, eljutott a Jeges-tenger partjáig, majd visszatért a keleti oldalra. A telet a Szoszva-parti Berjozov (ma: Berjozovo, Hanti-Manysi Autonóm Körzet) töltötte, elsősorban folklórgyűjtésekkel.
Jegyzetei jól mutatják, hogy alakult tudása: míg manysi szószedetei német fordítással készültek, hanti szótárában már a manysi megfelelők állnak magyarázatként. Hanti gyűjtései – kiváló énekes adatközlői révén – medveünnepi énekekből, hősökről szóló dalokból, egyéni énekekből állnak. A hosszú szövegek mellé fordítást, megjegyzéseket nem írt, fejben tartotta ismereteit. Hihetetlen teljesítmény, hogy a régies nyelvű, nehezen érthető tartalmú szövegeket egyáltalán le tudta jegyezni. A munkafolyamatot elképzelni is nehéz: az énekes folklór „lediktálása” emberpróbáló feladat lehetett a vadász-, halász-, réntartó életmódot folytató férfiaknak, s nem kisebb kihívás az írásmódot is magának alkotó gyűjtőnek. Szöveggyűjtése közben kisebb-nagyobb kirándulásokat tett, újabb vidékeket keresett fel, és vendégek is érkeztek hozzá. Sok szó esett a megtett utakról, a bejárt vidékről.
Reguly nehezen követhette a falvakról, hegyekről, folyókról szóló történeteket, a réntartók legeltetési útvonalait, a halászok költözéseit. Földrajzi adatainak rendszerezésére térképvázlatokat kezdett készíteni, rengeteg részletet tüntetett fel nemcsak a települések, hegyek és folyók nevét illetően, hanem az éghajlatra, a tájhasználatra, az emberi tényezőre vonatkozóan is. Elbeszélés alapján azonban nem érthette meg az Urál-vidék egész földrajzát, így nagyobb utazásokat is tett. Ezeken az alkalmakon ellenőrizhette előzetes tudását, és sokszor csak ilyenkor értette meg a tájra vonatkozó elbeszéléseket. Műszerek híján pontos térkép megalkotására nem törekedhetett, be kellett érnie olyan mértékegységek használatával, mint az egy napi járóföld szánkaravánnal vagy az egy kutyaugatásnyi távolság.
1845 tavaszán pétervári patrónusa, Karl Baer felszólítására visszaindult Berjozovból Kazany felé.

#### A Volga-vidéken
Megrendült egészséggel a Kazanytól 25 km-re fekvő raifai kolostor falai között pihent, majd újabb nyelvek tanulásába fogott. Elsőként a mari (cseremisz) nyelvvel foglalkozott, nyáron pedig a mordvin területekre utazott nyelvészeti és néprajzi gyűjtésre. Ősszel kezdett újabb kutatóútja a csuvasok nyelvének, kultúrájának megismerését szolgálta, majd 1846 tavaszán a hegyi marik (cseremiszek) között fejezte be adatgyűjtését, tanulmányait.
Volga-vidéki kutatásait kevesebb siker jellemzi, mint a manysik és hantik között eltöltött másfél évet, egyrészt mert a földművelő lakosság a nyári-őszi időszakban a mezei munkák miatt elfoglalt volt, másrészt mert Reguly végletekig legyengült állapotba került és állandó anyagi gondokkal küzdött.
Utazásának finanszírozása több nehézségbe ütközött: a Magyar Tudományos Akadémia nehezen tudott pénzt szerezni a megígért támogatás kifizetésére, Regulyhoz pedig gyakran az elküldött levelek és források sem értek el. Magyarországon Toldy Ferenc különböző módon próbálta előteremteni Reguly számára a szükséges támogatást: országos gyűjtést indított, az udvarhoz fordult, valamint Reguly Társaságot alapított, Reguly-albumot adott ki, hogy a bevételekből anyagi támogatást nyújtsanak az egyszemélyes expedíciónak és majd a hazatérő kutatónak, hogy anyagát megfelelő körülmények között dolgozhassa fel.

#### Visszatérve Szentpétervárra
Reguly Antal 1846. augusztus 25-én érkezett vissza Szentpétervárra. Gyűjtései, különösen uráli térképvázlatai komoly érdeklődést váltottak ki a birodalmat feltárni szándékozó oroszországi tudományos körökben. Az 1845-ben alakult Orosz Földrajzi Társaság felkérte, hogy állítsa össze az Észak-Urál térképét. Reguly kéziratos térképének egyetlen, eredeti példányát ma is Szentpéterváron, a Társaság térképtárában őrzik. Kőnyomatos változatban sokszorosították, elsősorban a célból, hogy a Társaság által szervezett uráli expedíció használhassa a terepen. A kőnyomatos változatból a Magyar Tudományos Akadémia KIK Kézirattár és Régi Könyvek gyűjteményében is található egy példány.
A térképészeti adatok gyűjtéséről és a térkép összeállításáról, annak módszereiről és alapelveiről Reguly levélben tájékoztatta Peter Köppen akadémikust. Ennek szövege orosz nyelven megjelent az Orosz Földrajzi Társaság folyóiratában 1849-ben, magyarul több fordításban is elérhető.

### Ismét Magyarországon
A térkép elkészültével, 1847 februárjában Szentpétervárról előbb németországi gyógyfürdőbe utazott, és csak szeptemberben tért haza szüleihez Csákányba, és Pesten is töltött két napot. 1847. november 8-án, az akadémia ülésén Toldy Ferenc méltatta a kutatóút jelentőségét, és a Reguly által gyűjtött néprajzi tárgyakat is bemutatta. Ez volt az egyik első néprajzi kiállítás Magyarországon. Maga Reguly ekkor már Berlinben tartózkodott, hogy anyaga feldolgozását megalapozza, de egészségi állapota miatt újból gyógykezelésre kényszerült. Ezalatt 1848 júniusában a pesti egyetemi könyvtár első őréül nevezték ki. Hivatalát 1850 elején foglalhatta el, és haláláig viselte. Életének ez az időszaka a leginkább vitatott része az életútnak. Míg korábbi tevékenységéből direkt forrás híján is kirajzolódnak szándékai, élete utolsó szakaszáról ellentmondásosak az értékelések. A tudománytörténet sokáig úgy tartotta, hogy élőhalottként, beteg, megtört emberként tengődött már csak Magyarországon. Szíj Enikő kutatásaiból azonban egész más kép rajzolódik ki: a tudományos közéletben aktív kutatóé, aki jelen van az Akadémia ülésein, elvégzi az állásával járó feladatokat, megtanul még fényképezni is, és magyarországi kutatásokba kezd. 1857-ben hat hetet töltött Palócföldön, néprajzi, statisztikai és embertani adatokat gyűjtve. Akkor készített fényképei ugyan nem maradtak fenn, Reguly leírásai a képekről azonban igen. Diákkori utazásaival együtt a palóc gyűjtés anyagát Selmeczi Kovács Attila adta közre.
Egyet nem tett Reguly, amit mindenki várt tőle: nem dolgozta fel gyűjtéseit és nem nyilatkozott a magyar nyelv eredetét illetően. Pedig vannak olyan levelei, amelyben még arról is írt, hány kötetben tervezi kiadni anyagát. A helyzet az Akadémia számára tarthatatlan volt, hiszen támogatta Regulyt, s joggal várt eredményt. Hunfalvy Pált küldték Reguly segítségére, aki a közös munkát ígéretesnek látta. A teljes feldolgozásra azonban nem került sor: Reguly 1858. augusztus 23-án, 39 évesen meghalt.

A finnugor népek és a csuvasok között gyűjtött nyelvi, népköltészeti, néprajzi, antropológiai anyagának, jegyzeteinek és naplóinak feldolgozására, közzétételére már nem volt ideje, ez a munka az utókorra maradt. Hagyatéka feldolgozáshoz sok évtizednyi várakozás, majd több generációnyi tudós munkája kellett. 

## Hagyatéka
Reguly Antal kéziratos hagyatéka a Magyar Tudományos Akadémia Könyvtárának Kézirattár és Régi Könyvek Gyűjteményében található. Az általa hozott könyvek és saját könyvtárának egy része szintén az MTA Könyvtárát gazdagítja. Nyelvészeti és folklórgyűjtésének feldolgozásán sokan dolgoztak. Hunfalvy Pál Reguly halála után, a közös munkára alapozva adta ki a manysi anyag egy részét A vogul föld és nép c. kötetében 1864-ben. A manysi szövegek megfejtéséhez Munkácsi Bernát 1888-89-ben, a hanti anyag feldolgozásához Pápay József 1898-ban a terepre utazott, a legfontosabb lépéseket ők tették meg, ám a feldolgozás folyamata végighúzódik a magyar finnugrisztika egész történetén, és napjainkban is tart.
Az uráli térkép vázlatai és egy kőnyomatos példánya az MTA KIK Kézirattár és Régi Könyvek Gyűjteményében található, míg az általa gyűjtött térképek egy része az OSZK Térképtárában van. Reguly térképészeti munkásságát Gulyás Zoltán dolgozta fel 2019-ben megjelent monográfiájában.
A Reguly által hazahozott tárgygyűjtemény 92 tételből állt. Többsége hanti, manysi, mordvin és cseremisz néprajzi tárgy – viseletek, használati tárgyak, makettek –, de voltak köztük régészeti és természettudományos tárgyak is. A néprajzi tárgygyűjteménye a Néprajzi Múzeum „nulladik gyűjteménye”: az alapítás előtti legrégebbi gyűjteményi egysége. Jelenleg 49, igazolhatóan Regulyhoz köthető tételből áll. Néhány természettudományos tárgyat a Magyar Természettudományi Múzeumban és az ELTE TTK Természetrajzi Múzeumában őriznek.
Reguly Antal munkásságának legnagyobb érdeme, hogy hiteles terepadatokat rögzített és hozott haza mind a nyelvészet, mind a folklór és a térképészet területéről. Az egyes nyelvekre vonatkozó nyelvészeti és folklóranyagok együtt tették lehetővé az uráli (finnugor és szamojéd) nyelvek és kultúrák tanulmányozását. Obi-ugor folklórgyűjtése – medveénekek, hősénekek, egyéni énekek, mesék – nemcsak a nagyvilág számára mutatta be és őrizte meg a manysik és a hantik tudását, hanem e népek számára az első írásos forrásokat jelentik saját kultúrájukról. Reguly maga nem dolgozta fel gyűjtött anyagait, ám a gyűjtés ténye felbecsülhetetlen. Reguly munkásságának értéke csak a hagyaték feldolgozásával vált igazán láthatóvá.

## Emlékezete
- síremléke: Kerepesi úti temető 29/1-1-2.
- szobrok: Érdi Földrajzi Múzeum; Zirc, Rákóczi tér (1943. október 24-én, vasárnap leplezték le Reguly Antalnak, a híres nyelvtudósnak a szobrát Zircen. A szoborleleplező ünnepségen megjelent Szinyei Merse Jenő vallás- és közoktatásügyi miniszter, de képviseltette magát a Magyar Tudományos Akadémia, a Pázmány Péter Tudományegyetem, a Magyar Nyelvtudományi Társaság és a Körösi Csoma Sándor Társaság is. A szoboravató ünnepi beszédet Zsirai Miklós egyetemi tanár mondotta és abban bejelentette, hogy Reguly Antal több munkáját nyomtatásban is kiadják.)[20]
- emléktáblák: Zirc, Reguly Antal Múzeum és Népművészeti Alkotóház; ELTE Egyetemi Könyvtár
- Reguly Antal Múzeum és Népi Kézműves Alkotóház https://www.regulymuzeum.hu/; Regulyversum – mindent Regulyról. Állandó kiállítás, 2021– . https://regulyarchivum.hu/cms/regulyversum
- Reguly Társaság https://www.regulytarsasag.hu/
- Reguly csúcs az Urálban (1711 m) https://yandex.eu/maps/org/pik_reguli/113166487730/?ll=60.001355%2C64.873875&z=11.6
- iskolák: Zirci Reguly Antal Német Nemzetiségi Nyelvoktató Általános Iskola (Zirc), Baktalórándházi Reguly Antal Általános Iskola (Baktalórándháza), Szombathelyi Reguly Antal Nemzetiségi Nyelvoktató Általános Iskola (Szombathely), Reguly Antal Szakképző Iskola és Kollégium (Zirc)
- Reguly Antal utca (Zirc + 16 helyszín), Reguly Antal tér (Tatabánya)

## Munkái, hagyatékának kiadásai

### Életében megjelent munkái
- Reguly Antal: A dzungár nép és annak a magyarral állított fajrokonsága Pest, 1850.
- Reguly Antal levelei. Athenaeum 1841: 577–583, 593–599; 1842: 72–78, 89–91, 709–716. https://regulyarchivum.hu/content/list-entity~t-2abc96~d-%5Ba-20,a-21,a-61,%5D~f-%5Ba-20:!null%5D~b-27~sa.p-1.or-%5B20-asc,21-asc%5D.html
- Ethnographisch-geographische Karte des Nördlichen Ural Gebietes entworfen auf einer Reise in den Jahren 1844 und 1845 von Anton v. Reguly. St Petersburg 1846.
- Переводъ письма венгерского путешественника Г-на Регули къ члену Русского Географического Общества, Академику П. И. Кеппену, отъ 21 Января 1847 года. Записки Русского Географического общества кн. III. стр. 159–175. Cанктпетербург, 1849.

### Hagyatékának kiadása (válogatás)
- A vogul föld és nép. Reguly Antal hagyományai I. Kiadta Hunfalvy Pál. Pest, 1864.
- Manysi (vogul) népköltési gyűjtemény. III. kötet, második rész. Munkácsi Bernát hagyatékának felhasználásával sajtó alá rendezte Kálmán Béla. Akadémiai Kiadó, Budapest 1952.
- Manysi (vogul) népköltési gyűjtemény. IV. kötet, második rész. Munkácsi Bernát (hagyatékának felhasználásával sajtó alá rendezte) Kálmán Béla. Akadémiai Kiadó, Budapest 1963.
- May István: Reguly Antal A. A. Kunikhoz írt levelei, 1845–1855. Budapest: MTA Könyvtára. (A Magyar Tudományos Akadémia Könyvtárának Közleményei 25 /100/) 1990.
- Osztják népköltési gyűjtemény Kiadta Pápay József. Budapest – Leipzig, 1905.
- Osztják hősénekek I – II. R. A. és Pápay József hagyatékát közzéteszi Zsirai Miklós. Bp., 1944–1951.Osztják (chanti) hősénekek. Reguly A. és Pápay J. hagyatéka. III. kötet, 1. füzet. Zsirai Miklós hagyatékából közzéteszi Fokos Dávid. Akadémiai Kiadó, Budapest 1963.
- Osztják (chanti) hősénekek. Reguly A. és Pápay J. hagyatéka. III. kötet, 2. füzet. Zsirai Miklós hagyatékának felhasználásával közzéteszi Fokos Dávid. Akadémiai Kiadó, Budapest 1965.
- Pápay József: Reguly Antal urali térképe. Földrajzi Közlemények 1906(34): 349–370.
- Régi Kalevala (Reguly Antal fordítástöredéke). Közzéteszi, a bevezetőt és a jegyzeteket írta A. Molnár Ferenc – Kecskemét, Magyar-Finn Kulturális Egyesület, 1985.
- Reguly Antal: Magyarországi jegyzetek (Szerkeszti, közreadja és a bevezetőt írta Selmeczi Kovács Attila). Néprajzi Múzeum, Budapest, 1994. ISBN 963-7106-32-4
- Ruttkay-Miklián Eszter – Gulyás Zoltán (szerk.): Reguly Archívum. HUN-REN BTK Néprajztudományi Intézet. 2024. https://regulyarchivum.hu/
- Szíj Enikő (szerk.): Reguly Antal: Kalendárium. A magyar utazó-kutató naplója az 1843. szeptember 29. – 1846. március 5. közötti időszakról Oroszországban. Pétervár – az Urál – Pétervár. / Антал Регули: Календариум. Дневник венгерского путешественника-исследователя с 29 сентября 1843 г. по 5 марта 1846 г. Путешествие по России. Петербург – Урал – Петербург. (Bibliotheca Regulyana 5.) Tinta Könyvkiadó, 2008. (orosz nyelven). (A német eredeti szöveg és magyar fordítása elérhető: https://regulyarchivum.hu/content/entity~t-2abc96~sa.e-192.html)
- Vogul népköltési gyűjtemény I – IV. Saját gyűjtése és Reguly Antal hagyatéka alapján közzéteszi Munkácsi Bernát. Budapest, 1892–1896.

## A Reguly Antalról szóló irodalom (válogatás)
- Csúcs Sándor: Reguly Antal élete és műve. Reguly Társaság, Budapest, 2019.
- Balassa Iván: Reguly Antal néprajzi gyűjteménye 1840–1845. Néprajzi Értesítő 1954: 47–64.
- Gulyás Zoltán: Reguly Antal térképészeti munkássága Reguly Antal Múzeum és Népi Kézműves Alkotóház, Zirc, 2019.
- Hajdú Péter: Reguly, a nyelvész. Magyar Nyelvőr 1953: 327–330.
- Haltsonen, Sulo: Antal Reguly: Vatjalaismustiinpanot (Aufzeichnungen über die Woten) 1841. Journal de la Société Finno-Ougrienne (Suomalais-Ugrilaisen Seuran Aikakauskirja) 1958(60): 5–62. (Magyarul: Reguly Antal vót gyűjtése 1841-ből. Nyelvtudományi Közlemények 1858(60): 269–274.)
- Hegedűs Lajos: Egy dunántúli tudós. Pécs, 1945.
- Kerezsi Ágnes: Reguly Antal gyűjteménye a Néprajzi Múzeumban. Néprajzi Értesítő 2007(89). 183–201. Megjelent: 2008.
- Kodolányi János, ifj.: Reguly Antal. Ethnographia 1959(70): 359–367.
- Kodolányi János: Reguly Antal néprajzi tárgy-gyűjteménye. Néprajzi Értesítő 1959(41): 283–302.
- Kubassek János: Magyarok a Föld körül.  Felfedezők, utazók, tudós kalandozók. Kossuth Kiadó, 2014: 32–37.
- Németh Imre: Az ősi szó nyomában. Budapest, 1956.
- Pápay József: Reguly Antal emlékezete. In: Pápay József: Osztják népköltési gyűjtemény. Budapest – Leipzig, 1905.
- Pápay József: Reguly Antal urali térképe. Földrajzi Közlemények 1906(34): 349–370.
- Ruttkay-Miklián Eszter: A forrásoknál. Reguly Antal adatai az Uralban élő népek kapcsolatairól (Az urali nyenyecekről). In Oszkó Beatrix – Sipos Mária (szerk.): Tanulmányok a finnugrisztika és a nyelvtörténet köréből I. 91–135. Budapest: MTA Nyelvtudományi Intézet, 2009. https://nytud.hu/kiadvany/tanulmanyok-a-finnugrisztika-es-a-nyelvtortenet-korebol
- Ruttkay-Miklián Eszter (szerk.): Regulyversum – Mindent Regulyról. Katalógus a Reguly Antal életét és munkásságát bemutató állandó kiállításhoz. HUN-REN BTK Néprajztudományi Intézet – Reguly Antal Múzeum és Népi Kézműves Alkotóház, Budapest – Zirc, 2024. https://regulyarchivum.hu/cms/regulyversum
- Szíj Enikő (szerk.): Reguly és a tudomány „zománcza”. Életrajzi és kortörténeti adalékok 1. Válogatta, szerkesztette, írta Szíj Enikő. (Bibliotheca Regulyana 6.) Budapest: Finnugor Népek Világkongresszusa Magyar Nemzeti Szervezete – Tinta Könyvkiadó, Budapest, é.n.
- Szíj Enikő (szerk.): Reguly Antal „hangjegyre szedett” finnugor dallamai. Szerk. és tanulmány: Szíj Enikő. (Bibliotheca Regulyana 4.) Budapest, 2000.
- Szilágyi Ferenc: Adatok Reguly Antal életrajzához. Nyelvtudományi Közlemények 1961(63): 179–188.
- Toldy Ferenc: Reguly Utazásai. In: Reguly-album történeti és szépirodalmi tartalommal. Jászay, Jókai, Jósika, Lugossy, Petőfi, Rischel, Szigligeti, Vahot I. és Venczel által. Megelőzik Reguly utazásai Toldy Ferenctől. Reguly-Társaság, Pest, Emich Gusztáv bizománya, 1850. On-line elérhető: https://real-eod.mtak.hu/4970/; https://regulyarchivum.hu/content/compare.e-384.html
- Vándor Anna: Az antropológus Reguly adatközlői. Nyelvtudományi Közlemények 2009(106): 306–342.